# X (バンド)
X（エックス）は1977年に結成されたロサンゼルスのパンクバンド。カントリーやロカビリーに影響された音楽性や、ExeneとJohn Doe二人によるボーカルなどが特徴。1980年リリースのファーストアルバム、"Los Angeles" が高い評価を受け、1980年代前半のアメリカのパンクバンドとしては、かなりの成功を収めた。後期に入ると、Xのサウンドはパンク・ロックから徐々に離れていってしまう。バンドは1986年に解散するが、1990年代以降も何度か再結成されている。一般によく知られている曲としては、映画『メジャー・リーグ』で使用され、プロレスラー大仁田厚の入場テーマ曲にもなったThe Wild Onesのカヴァー、『恋はワイルド・シング（Wild Thing）』がある。

## 現在のメンバー

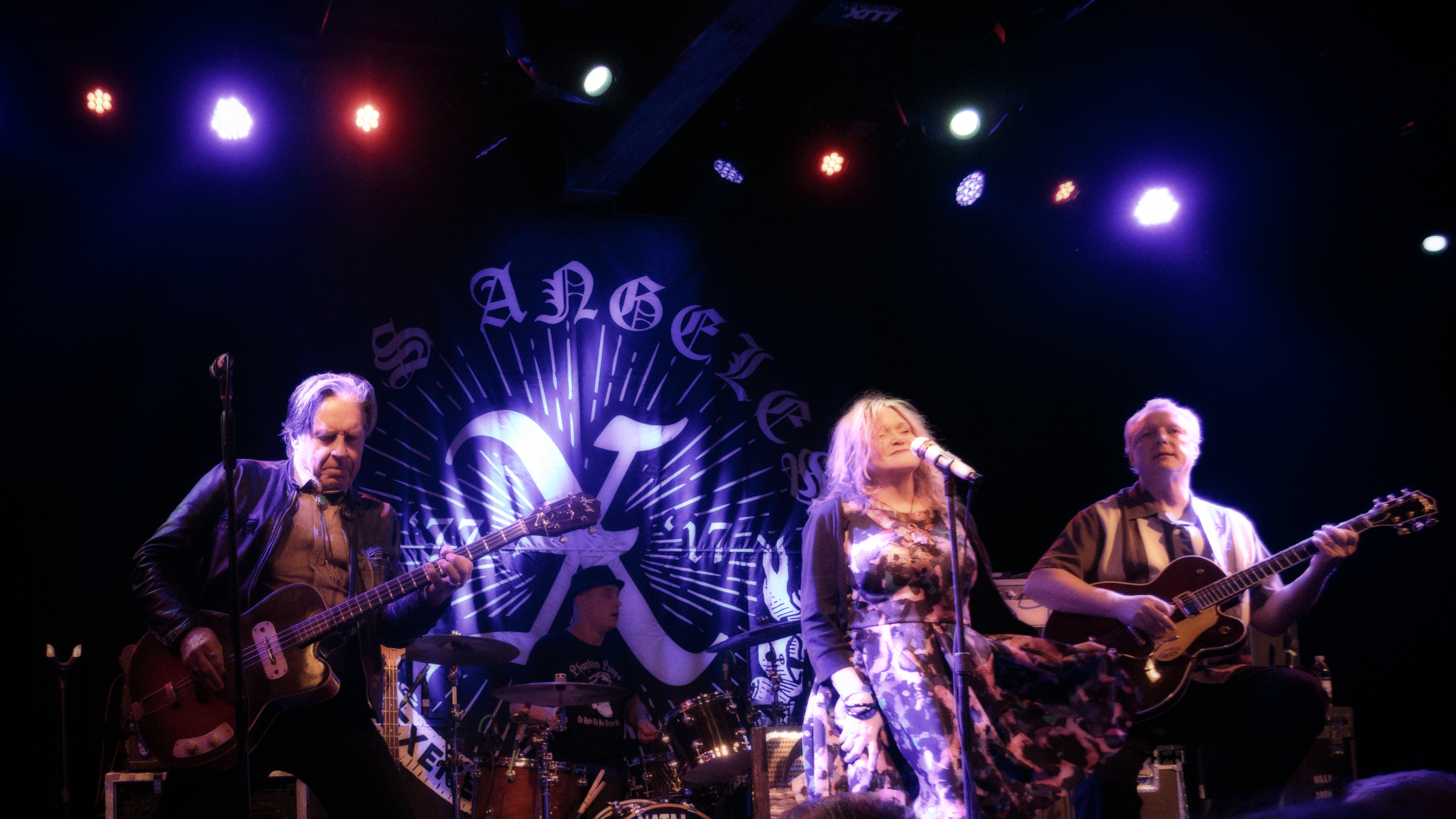
2016年のライブの様子、左からジョン・ドゥ、ボーンブレイク、エクシーン、ズーム

- Exene Cervenka - ボーカル
- John Doe - ボーカル、ベース
- Billy Zoom - ギター
- D.J. Bonebrake - ドラム

### 過去のメンバー
- Tony Gilkyson - ギター
- Dave Alvin – ギター、ベース

## ディスコグラフィー
- 1980年 - Los Angeles

「ローリングストーン誌が選ぶオールタイム・グレイテスト・アルバム500」において第287位。
- 1981年 - Wild Gift
- 1982年 - Under the Big Black Sun
- 1983年 - More Fun in the New World
- 1985年 - Ain't Love Grand!
- 1987年 - See How We Are
- 1993年 - Hey Zeus!

## 映画
- 『蜃気楼ハイウェイ』（1992）－John Doeが主演している。ビースティ・ボーイズのアダム・ホロヴィッツと共演している。
- 『ブギー・ナイツ』（1997）－John Doeはカメオ出演。

その他、TVシリーズ『ロズウェル』にもJohn Doeが出演しており、俳優としても活躍している。